# Enteromyxum leei
Enteromyxum leei is een microscopische parasiet uit de familie Myxidiidae. Enteromyxum leei werd in 1994 beschreven door Diamant, Lom & Dyková. 